# 錢嘉徵
錢嘉徵（1590年7月11日—1647年9月27日），字孺賓，號孚于，浙江嘉興府海鹽縣人，祖籍直隸常州府宜興縣，明末政治人物。

## 生平
吳越王錢鏐第二十五世孫。世居海鹽縣沈蕩半邏村（今屬沈蕩鎮中錢村）。曾祖父錢薇以直諫聞名。天啟元年（1621年）辛酉科順天鄉試副榜，留北京，為國子監充貢生。時值魏忠賢專權。天啟七年（1627年）崇祯帝繼位，無人敢揭發魏忠賢罪惡，錢嘉徵遂上疏劾魏忠賢十大罪狀“一並帝，二蔑后，三弄兵，四無二祖列宗，五尅削藩封，六無聖，七濫爵，八掩邊功，九脧民，十通關節。”又稱“罄南山之竹，不足書其奸狀，決東海之波，難洗其罪惡！”，最後疏曰：“伏乞獨斷於心，敕下法司，將魏忠賢明正典刑，以雪天下之憤，以彰正始之法。”
崇祯帝讀之心動，立召魏忠賢至，手持錢嘉徵疏付侍者當御讀之，每讀一句就問忠賢是否有此事，魏忠賢伏地叩首不能辯，人稱“擊姦第一聲”。歸鄉後，不談上疏之事，鄉人更敬重之。朱彝尊《靜志居詩話》稱其為“豪傑之舉”。遂在澉浦選勝築室于仙掌峰。崇禎十五年（1642年）任福建松溪縣知縣，重教化，輕刑罰。
明亡後，被南明政權舉為部郎，未幾還鄉。卒後葬於仙掌峰。著有《松龕存稿》。

## 家族
曾祖嘉靖十一年進士錢薇。祖父嘉靖四十三年舉人錢與映。父監生錢周（1570年－1641年），字元鼎，號巨源，中書舍人，贈戶部員外郎。母馮氏（馮皐謨女），贈宜人。弟錢福徵、錢山徵、錢治。妻黃氏（黃承乾女），封宜人。子錢泮，崇禎九年舉人。玄孫錢載，乾隆十七年進士。